# Stenodyneriellus unipunctatus
Stenodyneriellus unipunctatus är en stekelart som beskrevs av Giordani Soika 1995. Stenodyneriellus unipunctatus ingår i släktet Stenodyneriellus och familjen Eumenidae. Inga underarter finns listade i Catalogue of Life.